# Чимбайский район
Чимбайский район (узб. Chimboy tumani / Чимбой тумани, каракалп. Shımbay rayonı / Шымбай районы) — административная единица в Республике Каракалпакстан (Узбекистан). Административный центр — город Чимбай.

## История
Чимбайский район был образован в 1930 году. 12 октября 1957 года к Чимбайскому району был присоединён Кенесский район.

## Административно-территориальное деление
По состоянию на 1 января 2011 года в состав района входят:
- Город районного подчинения Чимбай.
- Городской посёлок Айтеке.
- 11 сельских сходов граждан:

1. Бахытлы,
2. Камыс Арык,
3. Кенес,
4. Коксу,
5. Костерек,
6. Кызыл Озек,
7. Майжап,
8. Пашент Тау,
9. Тагжап,
10. Тазажол,
11. Тазгара.

## Уроженцы
- Джолмурза Мурзаевич Аймурзаев (род. 1916) — каракалпакский поэт, писатель и драматург, заслуженный деятель искусств Узбекской ССР.
- Сабыр Камалов (1924—2009) — каракалпакский историк.
- Жолдасбай Халимбетов (род. 09.08.1924 в селе Бахытлы) — кавалер ордена Славы трёх степеней[4].
- Ибрагим Юсупов (1929—2008) — каракалпакский поэт и драматург. Герой Узбекистана.